# Tanaka Kunie
Tanaka Kunie (田中 邦衛 (Điền Trung Bang Vệ)) (23 tháng 11 năm 1932 – 24 tháng 3 năm 2021) là cựu diễn viên người Nhật Bản. Ông đã góp mặt trong khoảng trên 160 bộ phim, hầu hết là phim nhựa, đáng kể nhất là vai diễn trong phim Sanjuro của đạo diễn quá cố Akira Kurosawa, The Bad Sleep Well, Kwaidan và bộ phim Mùa tuyết tan của đạo diễn Shigemichi Sugita.
Ông đã từng được trao giải thưởng "Mũi Tên Vàng" dành cho "Diễn viên xuất sắc nhất". Năm 1993, nhận được giải "Diễn viên phụ xuất sắc nhất" cho vai diễn trong phim Gakko. Ngoài ra, ông còn 5 lần được đề cử giải thưởng của Viện Hàn Lâm điện ảnh Nhật Bản. Ngoài ra, ông còn là hình mẫu cho nhân vật giả tưởng Kizaru trong series manga One Piece của tác giả Oda Eiichiro.

## Các phim đã tham gia
- Minna no Ie (2001) aka Everyone's Home
- Gakko (1993)
- Yojo no jidai (1988)
- Izakaya Choji (1983)
- Mùa tuyết tan (1981 - 2002)
- Dainamaito dondon (1978)
- Kimi yo funnu no kawa wo watare (1976)
- Kwaidan (1964)
- Sanjuro (1962)
- The Bad Sleep Well (1960)